# Delphinium incisolobulatum
Delphinium incisolobulatum är en ranunkelväxtart som beskrevs av Wen Tsai Wang. Delphinium incisolobulatum ingår i släktet storriddarsporrar, och familjen ranunkelväxter. Inga underarter finns listade i Catalogue of Life.